# LCP
Link Control Protocol (LCP)  je protokol, který se používá při navázání spojení, ukončení spojení, k dohodě o autentizačním algoritmu apod. LCP je společný protokol pro všechny síťové protokoly a je použit ještě předtím, než se vůbec uvažuje, jaký síťový protokol se použije. Protokol LCP je společně a protokolem NCP součástí protokolu Point-to-Point Protocol.

## Fáze spojení
Linka odpojena je fáze, u které se vždy začíná a končí. Např. při ztrátě spojení mezi modemy nebo po ukončení spojení administrátorem linka přechází do této fáze.
Navazování spojení z fáze linka odpojena se přechází do fáze navazování spojení. Při této fázi dochází k výměně konfiguračních paketů. Pokud dojde k přenosu datového paketu (např. IP) tak je tento paket zahozen. Cílem fáze je ustanovit spojení mezi oběma konci spojení.
Autentizace při této fázi klient prokazuje svou totožnost. Klientem se myslí strana (stanice), která je vyzvaná k prokázání své totožnosti. Pokud strana prokáže svou totožnost, tak může k prokázání totožnosti vyzvat opačnou stranu. V praxi se přesto využívá jednostranná autentizace (např. PC proti poskytovateli Internetu). Autentizace je nepovinná.
Při autentizaci dochází k výměně dat, která slouží k identifikaci stran. Tato data se předávají autentizačním protokolům (např. PAP, CHAP atd). Po fázi autentizace může dojít k aktivaci dalších protokolů, které slouží oběma stranám dohodnout se např. o šifrovaném přenosu, komprimaci dat atd.
Ukončení spojení je poslední fáze. Během této fáze dochází k zahazování paketů všech protokolů mimo protokolu LCP. Fyzická vrstva dostává signály, které signalizují ukončení spojení. Pak může fyzická vrstva ukončit spojení např. zavěšením komutované linky.